# Fatal Portrait
Fatal Portrait – pierwszy studyjny album duńskiego wykonawcy Kinga Diamonda, wydany w roku 1986 przez wytwórnię Roadrunner Records.
Materiał na płytę powstał w szwedzkim Sound Track Studio w Kopenhadze, a prace nad materiałem obok samego Kinga nadzorował jeszcze Rune Höyer i Roberto Falcao oraz Michael Denner jako asystent.

## Lista utworów
1. The Candle (6:38)
2. The Jonah (5:15)
3. The Portrait (5:06)
4. Dressed In White (3:09)
5. Charon (4:14)
6. Lurking In The Dark (3:33)
7. Halloween (4:12)
8. Voices From The Past (1:29)
9. Haunted (3:54)

### Bonus wersjiCD
1. The Lake (4:11)

### Bonus edycji z1997roku
1. No Presents For Christmas (4:19)
2. The Lake (4:11)

## Twórcy
- King Diamond – śpiew, gitara w utworze Voices From the Past
- Andy LaRocque – gitara
- Michael Denner – gitara
- Timi Hansen – gitara basowa
- Mikkey Dee – perkusja